# Vesilinna (Jyväskylä)

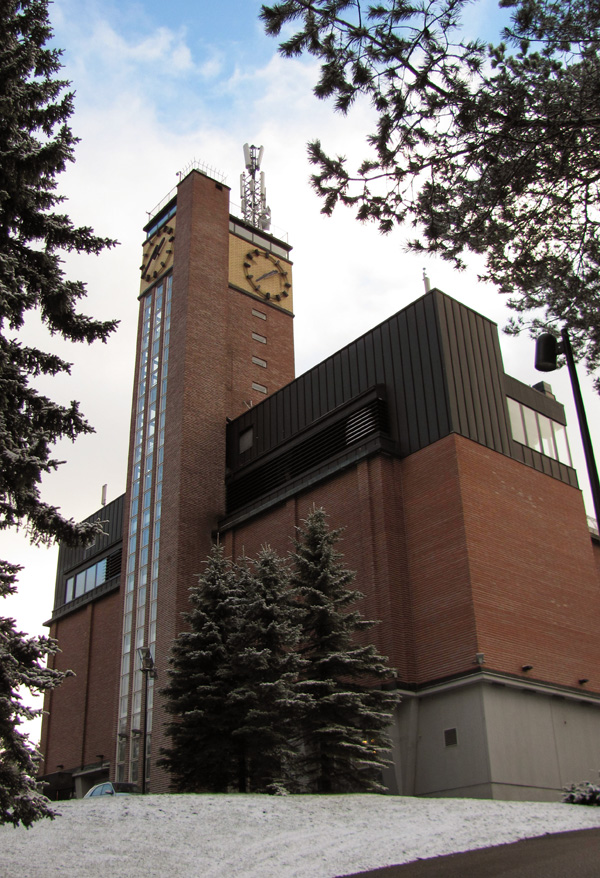
Vesilinna.

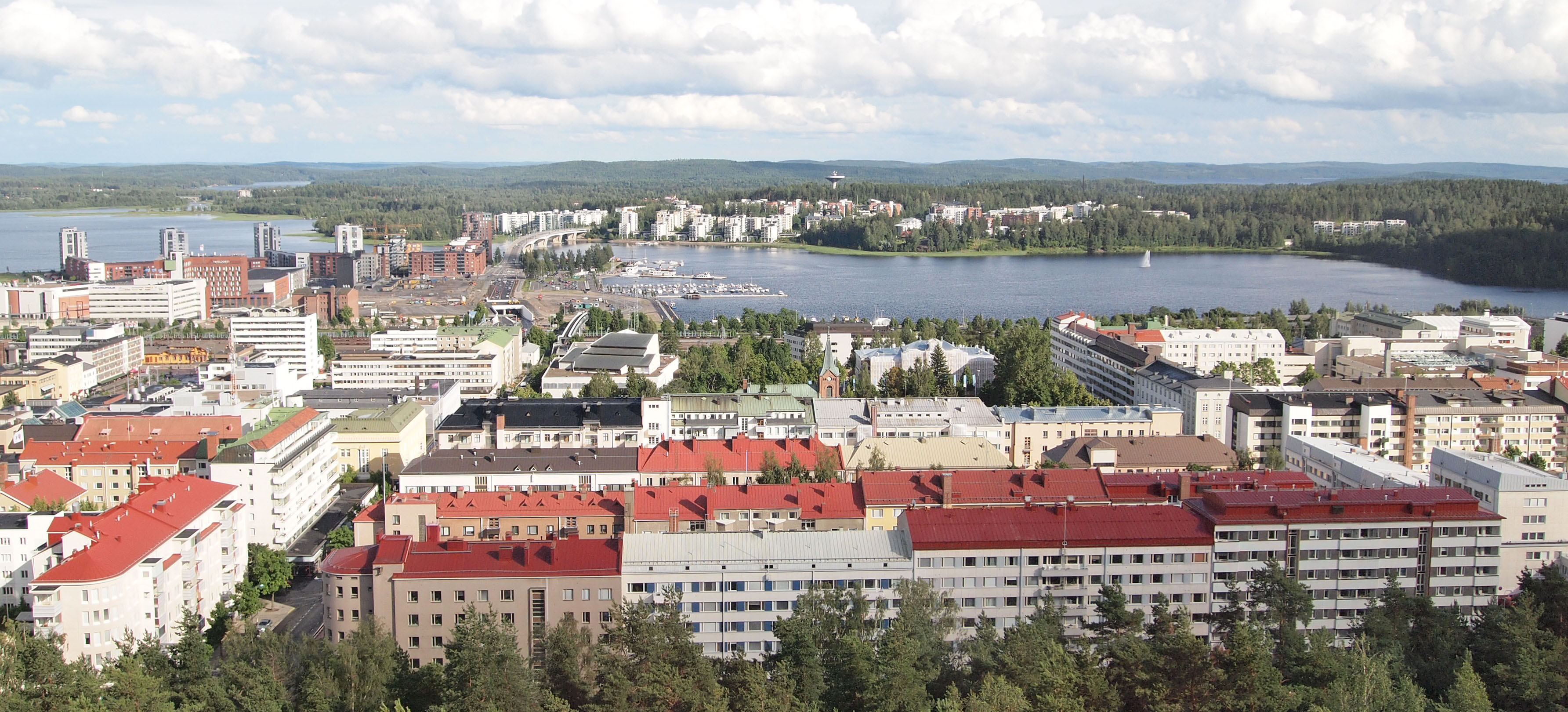
Vue de Vesilinna en direction du sud-est.

Vesilinna est un ensemble composé d'un château d'eau et d'une tour d'observation construit sur l'élévation Harju à Jyväskylä en Finlande.

## Description
Conçu par Olavi Kivimaa, Vesilinna est construit en 1953.
La hauteur de la tour est de 34 mètres, le volume des réservoirs d'eau est de 300 m3.
On y trouve aussi le Musée de la Finlande centrale et un restaurant.